# 모감주나무
모감주나무(영어: goldenrain tree, China tree, pride of India 또는 varnish tree, Koelreuteria paniculata)는 중국과 한국이 원산지인 나무이다. 갈잎작은키나무로 17m까지 자란다. 관상수로 심기도 한다. 잎은 어긋나고 길이 25~30cm인 깃꼴겹잎이다. 작은 잎은 길이 3~10cm, 긴 타원 모양으로 가장자리에 불규칙하고 둔한 톱니가 있으며 7~15개씩 달린다. 늦봄이나 초여름에 가지 끝에서 나무 가득 원추꽃차례에 자잘하며 노란색 꽃이 핀다. 10월에 여무는 열매는 삭과로 갈라지면서 3개의 둥글고 검은 씨가 나온다.
씨로 염주를 만들기 때문에 염주나무라고도 부른다.

## 사진

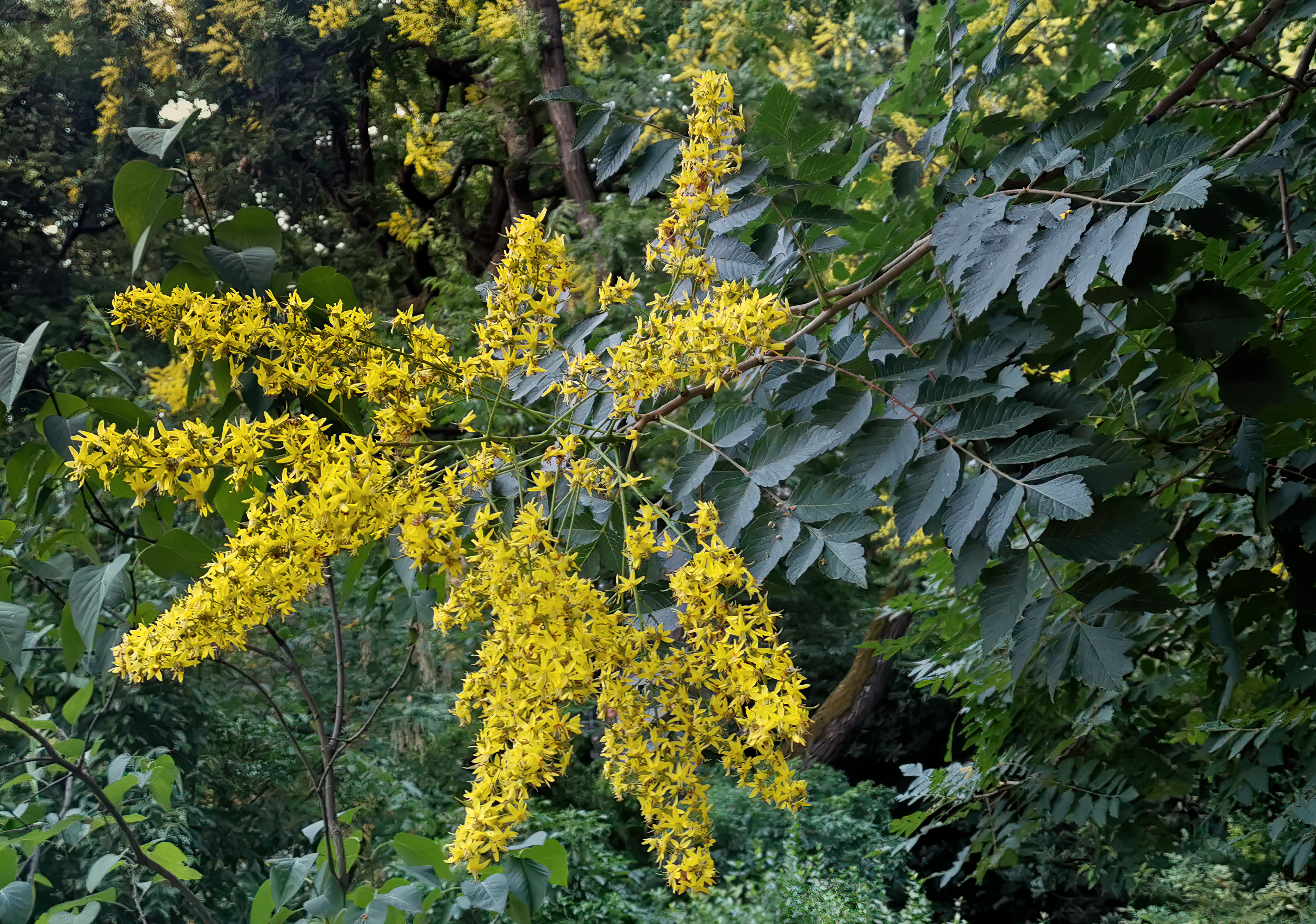
노란 꽃
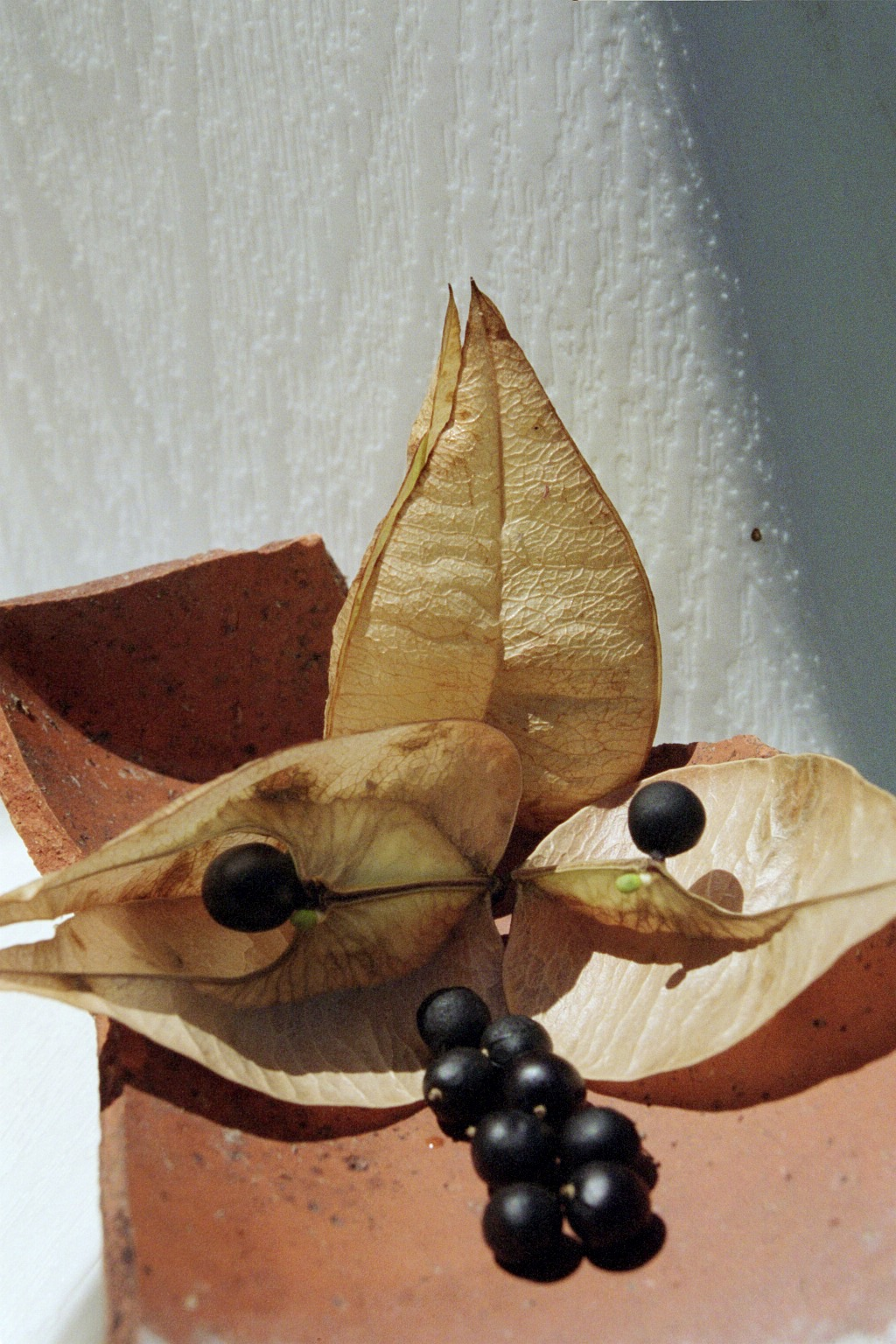
삭과인 열매와 검은 씨
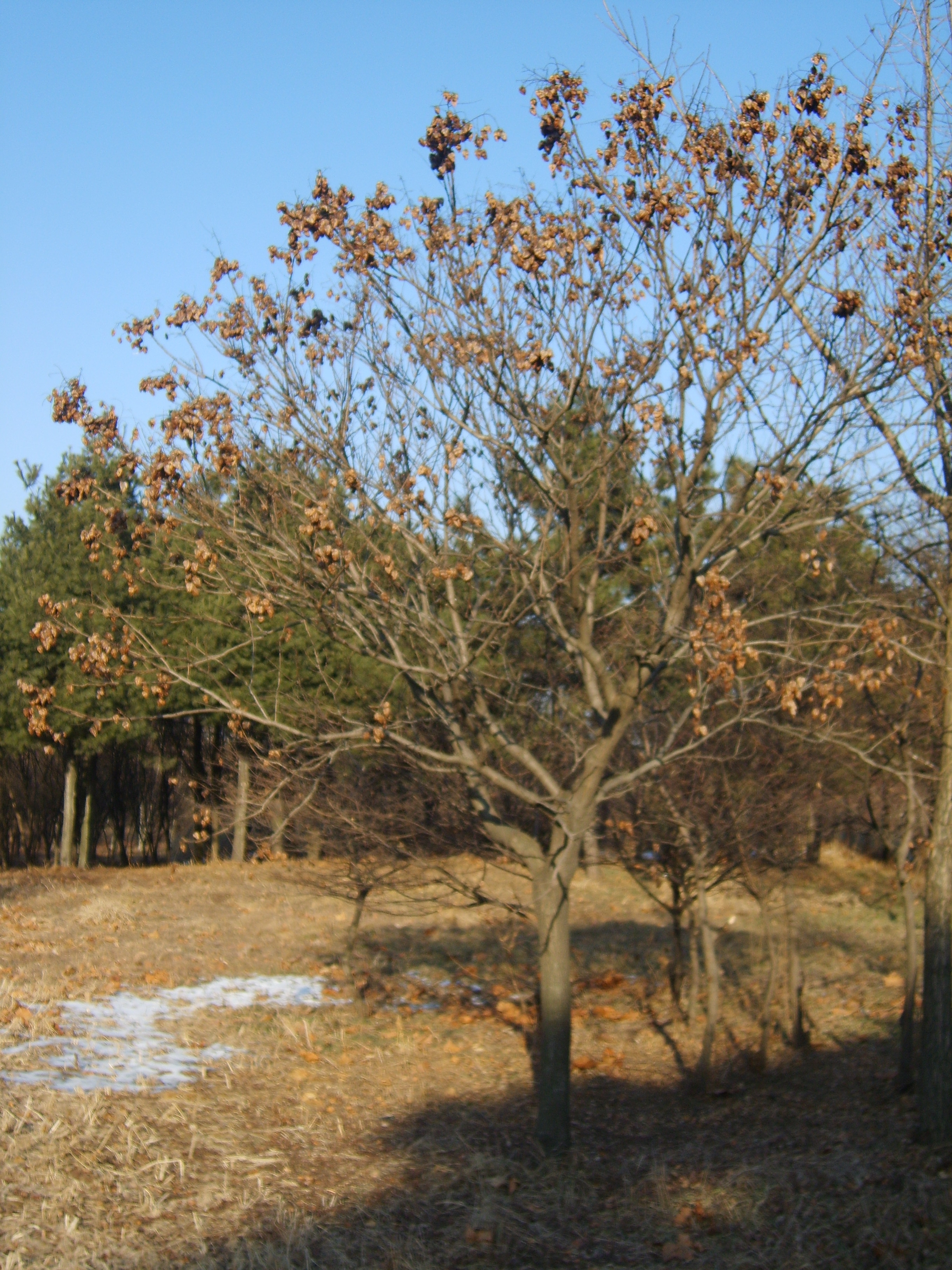
열매를 달고 겨울을 나는 모감주나무

## 같이 보기
대한민국에서는 아래의 모감주나무를 천연기념물로 보호한다.
- 안면도의 모감주나무 군락
- 발산리의 모감주나무, 병아리꽃나무 군락지
- 완도 대문리의 모감주나무 군락